# SG Formula

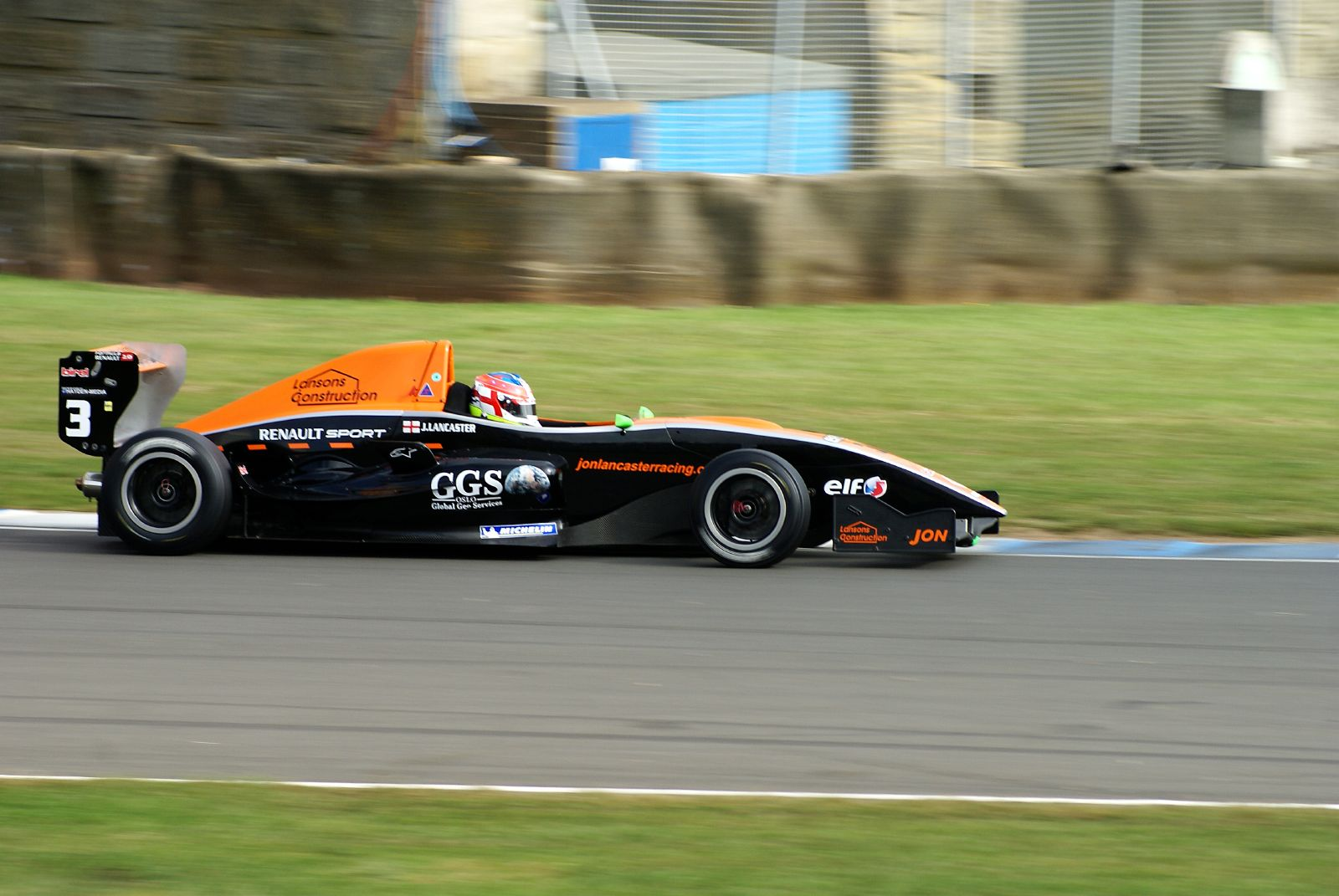
Jon Lancaster en 2007

SG Formula était une écurie française de Formule 3 Euroseries et de Formule Renault (World Series, Eurocup et West European Cup), basée à La Rochelle en Charente-Maritime.

## Historique

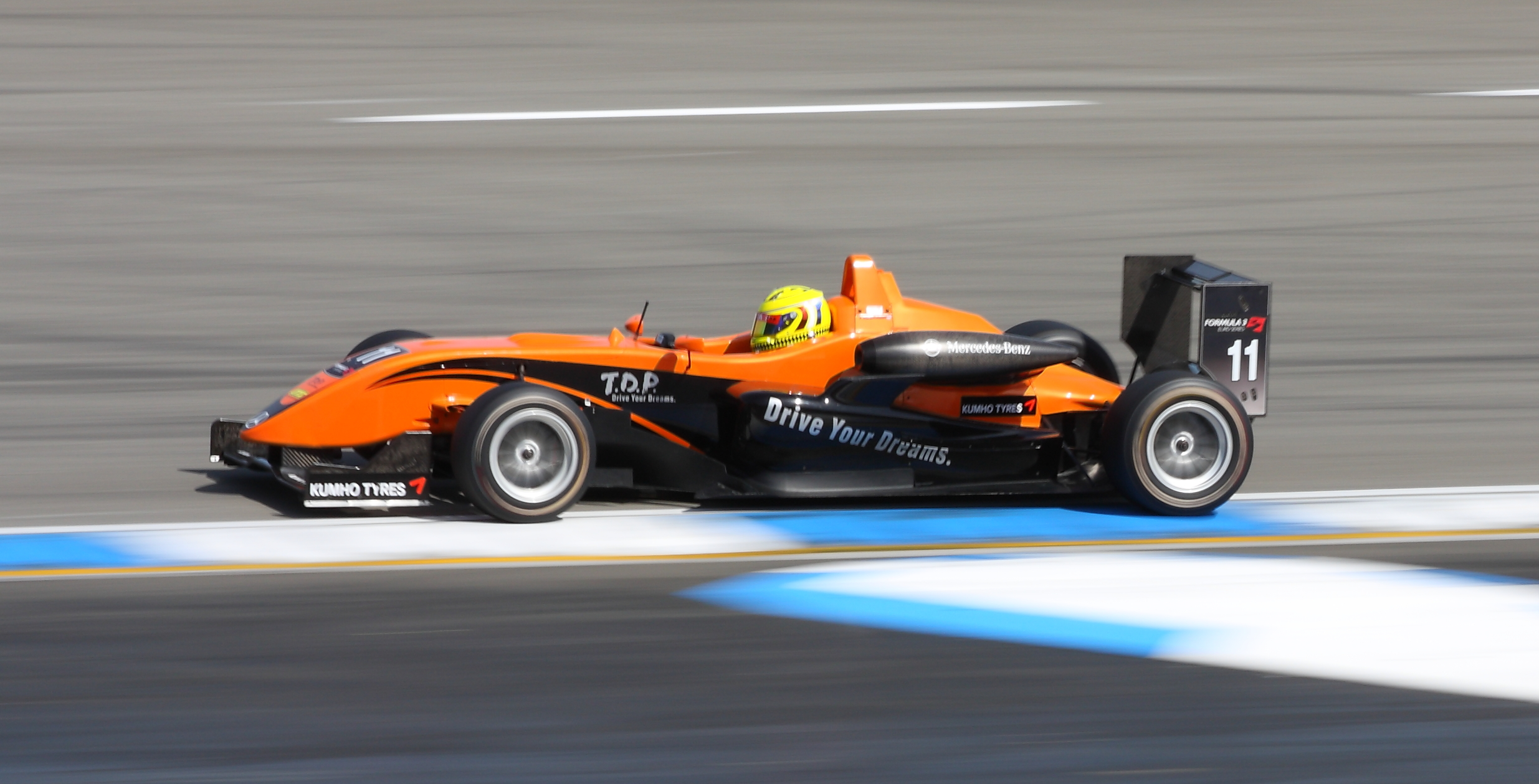
Henki Waldschmidt en 2009

L'écurie SG Formula a débuté en Formule Renault en 2004 sous l'impulsion du Rochelais Stéphane Guérin. Lors de sa première course sur le circuit de Nogaro, l'écurie a obtenu sa première pole position et sa première victoire.
Dès 2005, Romain Grosjean devient Champion de France de Formule Renault
En 2007, l'écurie a permis au rookie Jules Bianchi (managé par Nicolas Todt) de devenir Champion de France de Formule Renault, la même année Jon Lancaster est vice-champion en Eurocup.
L'écurie débute alors en 2008 en Formule 3 Euroseries. Cette année-là Jean-Éric Vergne devient à son tour Champion de France de Formule Renault alors que Daniel Ricciardo devient champion dans la West European Cup.
Le constructeur Toyota soutient l'équipe via le Toyota Young Drivers Program qui concerne Andrea Caldarelli et Henki Waldschmidt alors que Jean-Éric Vergne est l'un des membres du Red Bull Junior Team depuis 2008.
En 2009, l'écurie débute en World Series by Renault au Grand Prix de Monaco avec l'aide du voyagiste russe KMP Group. Cette opération a été réalisée avec le rachat du matériel de l'équipe belge KTR et les pilotes seront à Monaco Anton Nebilitskyi et Jules Bianchi. Toutefois pour 2010, KMP préfère créer sa propre écurie KMP Racing et se sépare de SG Formula.
L'année 2010 marque aussi le retrait de l'écurie de la Formule 3 Euroseries, la non-sélection en World Series by Renault et le désengagement en Eurocup Formule Renault. La structure  et les pilotes d'Eurocup sont repris par l'écurie Tech 1 Racing quelques jours seulement avant la première course de la saison.

## Pilotes
| - Yann Clairay (2004, 2005, 2006, 2008 F3) - Guillaume Moreau (2004, 2009 WSR) - Romain Grosjean (2004, 2005) - Pierre Ragues (2004) - Julien Jousse (2005, 2006) - David Laisis (2005) - Franck Mailleux (2005) - Carlo Van Dam (2005, 2006, 2009 F3) - Johan Charpilienne (2005) - Tom Dillmann (2006, 2008 F3) - Sten Pentus (2006) - Nicolas Navarro (2006) - Michaël Rossi (2006) |  | - Jean-Karl Vernay (2006) - Jonathan Hirschi (2006) - Alexandre Marsoin (2006, 2007, 2009 F3) - Jules Bianchi (2007, 2009 WSR) - Jon Lancaster (2007, 2009 F3) - Charles Pic (2007) - Nelson Panciatici (2007) - Edouard Texte (2007) - Fabio Onidi (2007) - Anton Nebylitskiy (2007, 2008, 2009 WSR) - Daniel Ricciardo (2008 FR et F3) - Andrea Caldarelli (2008, 2009 F3) - Jean-Éric Vergne (2008, 2009) |  | - Ramez Azzam (2008, 2009) - Nelson Lukes (2008) - Alexander Sims (2008) - Tristan Vautier (2008) - Miki Monrás (2008, 2009) - Henki Waldschmidt (2008 F3, 2009 F3) - Richard Philippe (2008 F3) - Hugo Valente (2009) - Arthur Pic (2009) - Dominic Storey (2009) - Julien Abelli (2009) - Kevin Breysse (2009) - Edoardo Mortara (2009 WSR) |

## Palmarès
- West European Cup avec Daniel Ricciardo en 2008
- Championnat de France de Formule Renault avec Romain Grosjean en 2005, Jules Bianchi en 2007, Jean-Éric Vergne en 2008

- Eurocup par équipes en 2008
- West European Cup par équipes en 2008
- Championnat de France de Formule Renault par équipes en 2004, 2005, 2006, 2007, 2008